# Cecina Basili Deci
Cecina Mavorti Basili Deci (fl. 486–510) va ser un polític romà sota el govern d'Odoacre. Va ser cònsol i Praefectus urbi de Roma el 486, juntament amb Longí i prefecte del pretori d'Itàlia del 486 al 493.
Deci era fill de Cecina Deci Basili, cònsol el 463, i germà de Deci Mari Venanci Basili (cònsol el 484), i de Cecina Deci Màxim Basili, cònsol l'any 480. Va ser membre de la gens Cecínia. Va tenir un fill, Veti Agori Basili Mavorci, que va ser cònsol el 527.
Deci va guanyar-se el favor del nou règim, el Regne Ostrogot, sota el govern de Teodoric el Gran, recuperant una part de les maresmes pontines, assumint-ne ell el cost. Va ser elogiat per això en una carta signada per Teodoric, i Deci va erigir una inscripció a Terracina que indicava que això s'havia fet per ordre del rei Teodoric. Cap al 510, Deci va ser un dels cinc senadors nomenats per investigar les acusacions contra Basili i Praetextat per haver practicat màgia negra.